# Willem van Haersolte tot Yrst
Willem van Haersolte tot Yrst (Zwolle, 5 juli 1718 – Arnhem, 17 juli 1791) was een Nederlandse edelman en bestuurder. Hij was een telg uit de familie Van Haersolte en heer van kasteel Yrst nabij Hattem.

## Jeugdjaren
Willem werd in 1718 geboren als zoon van Derk van Haersolte tot Yrst en Joachmina Elisabeth van Rechteren. Hij volgde van 1729 tot 1733 de Latijnse school in Zwolle. Hier bleek hij een ijverige leerling die tot vier keer toe het schooljaar afsloot als beste leerling. Na deze opleiding zal Willem waarschijnlijk naar een universiteit zijn gegaan.
In 1738 legde hij zijn belijdenis, waarmee hij zijn jeugd afrondde.

## Bestuurder in Gelderland
De familie Van Haersolte tot Yrst had een stevige positie in het noorden van de Veluwe. Zij waren sinds 1521 in bezit van het goed Yrst, waar zij vóór 1544 een adellijke woning stichtten. Willem verkreeg dan ook diverse functies in deze regio, zoals burgemeester en dijkgraaf van Hattem en ambtsjonker van Epe. Ook vervulde hij de ambten van richter en dijkgraaf van het richterambt Oldebroek. Dankzij zijn opname in de Ridderschap van de Veluwe in 1741 kon hij verder groeien naar functies op gewestelijk niveau.
De terugkeer in 1748 van Willem IV als erfelijk stadhouder bood Willem de kans om raad te worden in het Adellijk Jachtgericht van de Veluwe. In datzelfde jaar was hij door de stadhouder ook nog naar Steenwijk gestuurd om daar de rust te herstellen.
In 1765 werd hij buitengewoon raad van het Hof van Gelre en Zutphen. Vier jaar later werd hij namens Gelderland afgevaardigde voor de Admiraliteit op de Maas. In 1777 werd hij jonkheer van de Duitse Orde en in 1786 commandeur.
In 1782 kreeg hij de functie van richter van Arnhem en de Veluwezoom. Van 1786 tot aan zijn overlijden in 1791 trad Willem op als curator van de academie van Harderwijk. Tevens was hij sinds 1766 lid van de Staten Generaal.

### Conflicten
Willem was een orangist, maar was tevens eigengereid en hechtte sterk aan het varen van een eigen koers. Dit maakte het soms moeilijk voor hem om samen te werken met anderen. Zo kwam hij in aanvaring met Andries Schimmelpenninck van der Oije, drost van de Veluwe. Na een stevige botsing tussen beiden op een landdag in 1774 schreef Schimmelpenninck aan stadhouder Willem V een brief waarin hij verslag deed van deze gebeurtenis. Hij raadde de stadhouder aan om Willem voorlopig uit te sluiten van ambten. Dit zorgde er uiteindelijk voor dat Willem van Haersolte eieren voor zijn geld koos en zich inschikkelijker opstelde, waarna hij weer ambten kreeg toebedeeld.
In 1784 had Willem een conflict met de nieuwe landdrost van de Veluwe, Goosen Geurt Bentinck tot Aller, waarbij het kwam tot een handgemeen. Desondanks kon Willem hem in 1786 opvolgen als landdrost, met goedkeuring van de stadhouder.

## Privéleven
Willem trouwde op 25 augustus 1751 met Henriëtte Geertruyd van Essen tot Vanenburg. Op 6 december 1752 stierf zij in het kraambed bij de geboorte van hun dochter Henriëtte Geertruyd Theodora Joachmina Wilhelmina (1752-1836).
Naast zijn bestuurswerk was Willem actief als genealoog. Hij onderzocht zowel zijn eigen familie als de historie van andere adellijke geslachten. Hierbij verzamelde hij belangrijk archiefmateriaal. Zijn persoonlijke bibliotheek bevatte ruim 1000 titels in verschillende talen.

## Overlijden
Op 17 juli 1791 overleed Willem te Arnhem, waar hij op dat moment de functie van drost uitoefende. Hij werd drie dagen later begraven in Hattem. Kasteel Yrst werd nagelaten aan zijn dochter Henriëtte, die in 1776 was getrouwd met Volkier Rudolph baron Bentinck tot Schoonheeten, heer van Schoonheeten en Yrst (1738-1820), luitenant-generaal, adjudant prins Willem V en landcommandeur van de Duitse Orde. Kasteel Yrst werd rond 1800 afgebroken en de bibliotheek van Willem werd in 1801 geveild.